# Gustaf Adolf Lewenhaupt
Gustaf Adolf Lewenhaupt (Leijonhufvud), född 24 februari 1619 i Västra Eds socken, död 29 november 1656 i ett fältläger i Karelen,  var en svensk greve och militär och fältmarskalk. Han deltog som regementschef i slaget vid Leipzig 1642. Lewenhaupt blev generalmajor 1645, general 1651, riksråd 1650 och fältmarskalk 1655.

## Biografi
Gustaf Adolf Lewenhaupt var son till Johan Casimir Leijonhufvud och bror till riksrådet och fältmarskalken Carl Mauritz Lewenhaupt. De båda bröderna Gustaf Adolf Lewenhaupt och Carl Mauritz Lewenhaupt ligger begravda i Riddarholmskyrkan i Stockholm.
Lewenhaupt ingick först som frivillig i holländsk tjänst vid grevens av Solms regemente men återvände sedermera till Sverige och deltog såsom kapten i slaget vid Leipzig. Följande året befordrad till överstelöjtnant och kort därefter till överste, utnämndes han 1645 till generalmajor, 1648 till generallöjtnant och 1651 till general över hela finska milisen. Han gifte sig 1648 med grevinnan Kristina Katarina De la Gardie.
1650 blev han riksråd och krigsråd. 1652 sattes han till lagman över Tiohärads lagsaga, 1653 tilldelades han friherreskapet Vinberg i Halland och 1655 blev han slutligen fältmarskalk. Den lysande bana, varunder han på tretton år steg från kapten till fältmarskalk, blev han en av Sveriges tappraste krigare.
I slaget vid Leipzig övertog han, sedan de högre officerarna stupat, befälet över det Torstenssonska regementet, men föll själv, höljd av sår, och upptogs som nästan livlös från valplatsen. I Karl X Gustavs polska krig överraskade och erövrade han staden Dünaburg i Livland och tog i Litauen fältherren Kemetenowsky och hans trupper till fånga, upprättade såsom överbefälhavare i Finland det finska försvarsverket och jagade ryssarna från Kexholm och Nyen m. m

## Barn
Gustaf Adolf Lewenhaupt gifte sig 1648 med den då sextonåriga Kristina Katarina De la Gardie på Stockholms slott Tre Kronor. Hon fick en silverservis och 3 000 daler silvermynt i bröllopsgåva. 
- Jakob Casimir Lewenhaupt, född 1 juni 1649 i Wismar, död 28 maj 1659 i Stockholm.
- Christina Lewenhaupt, född 8 november 1650, död 18 april 1716 i Stockholm. Gift med Henrik Fleming af Lais.
- Gustaf Mauritz Lewenhaupt, född 11 oktober 1651; överste; död 5 mars 1700.
- Carl Magnus Lewenhaupt, född 3 juli 1653 i Stockholm, död 11 oktober 1653.
- Ebba Charlotta Lewenhaupt, född 1654, död 18 januari 1720 på Vibyholm, Södermanland. Gift med Gustaf Carl Banér.

## Bilder

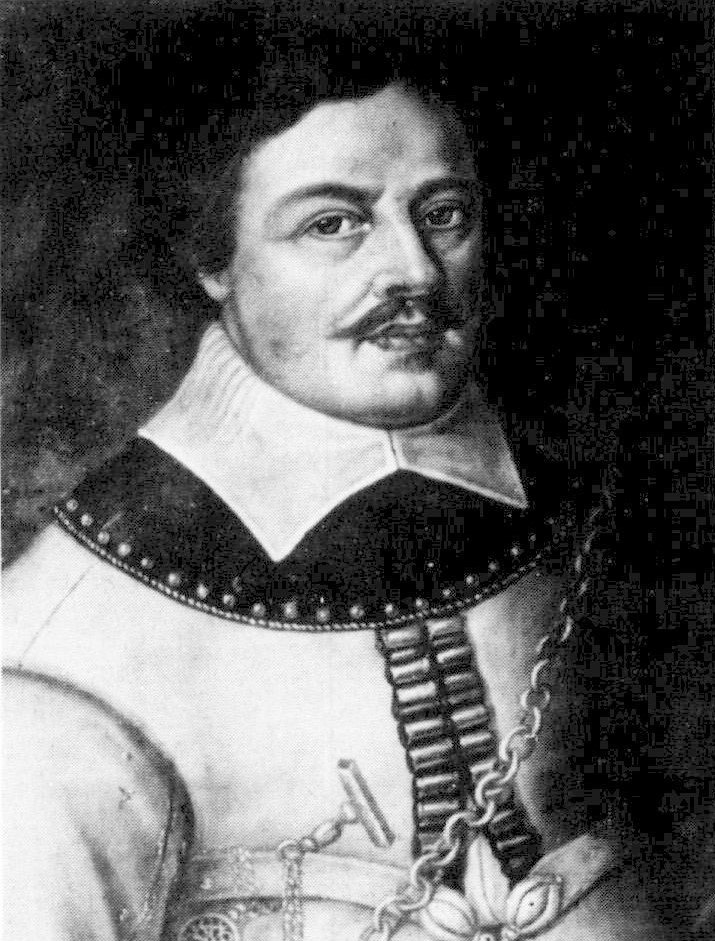
Gustaf Adolf Lewenhaupt på en oljemålning från 1600-talet av okänd konstnär. Foto Svenska Porträttarkivet (SPA).
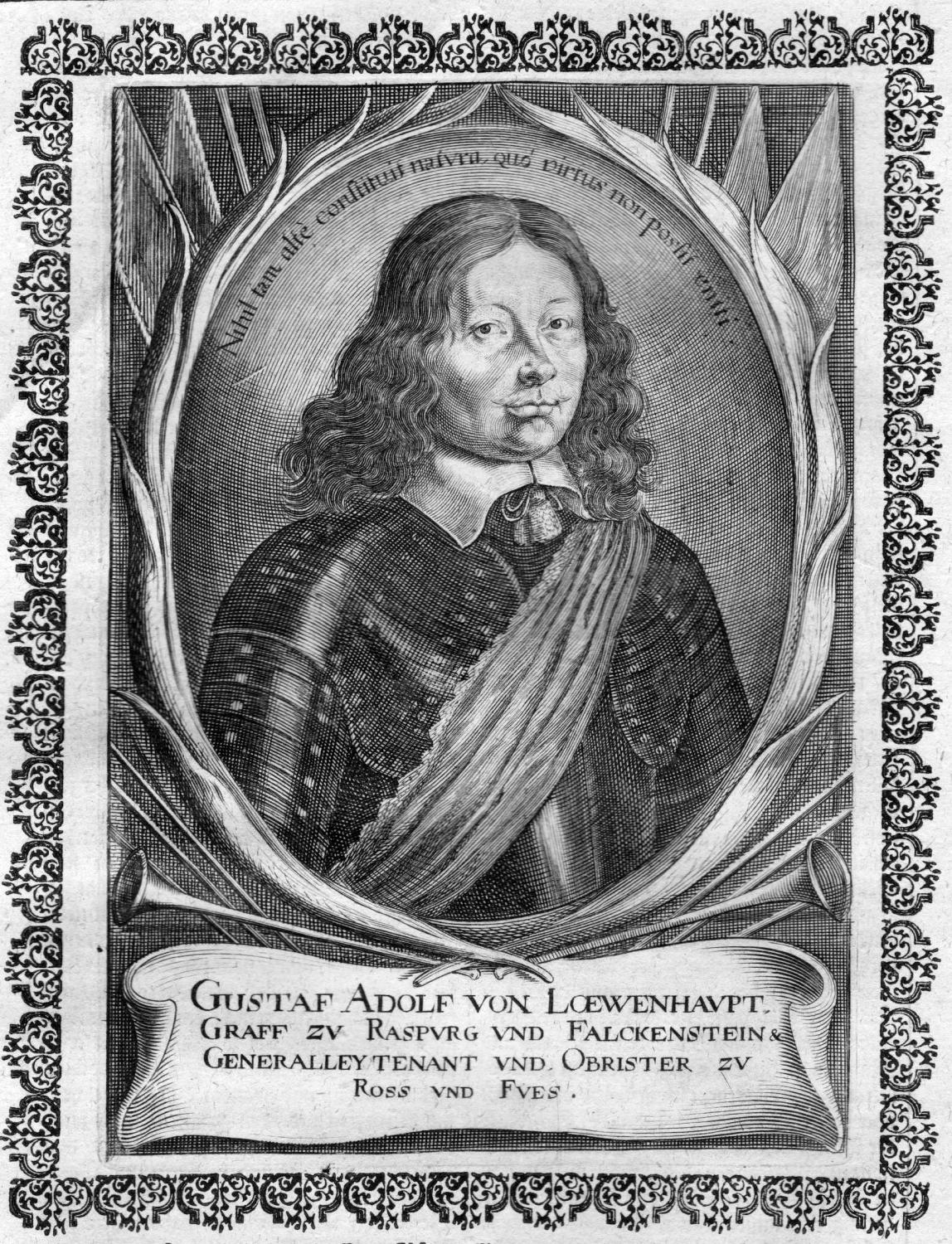
Gustaf Adolf Lewenhaupt på ett kopparstick från 1650 av okänd konstnär.
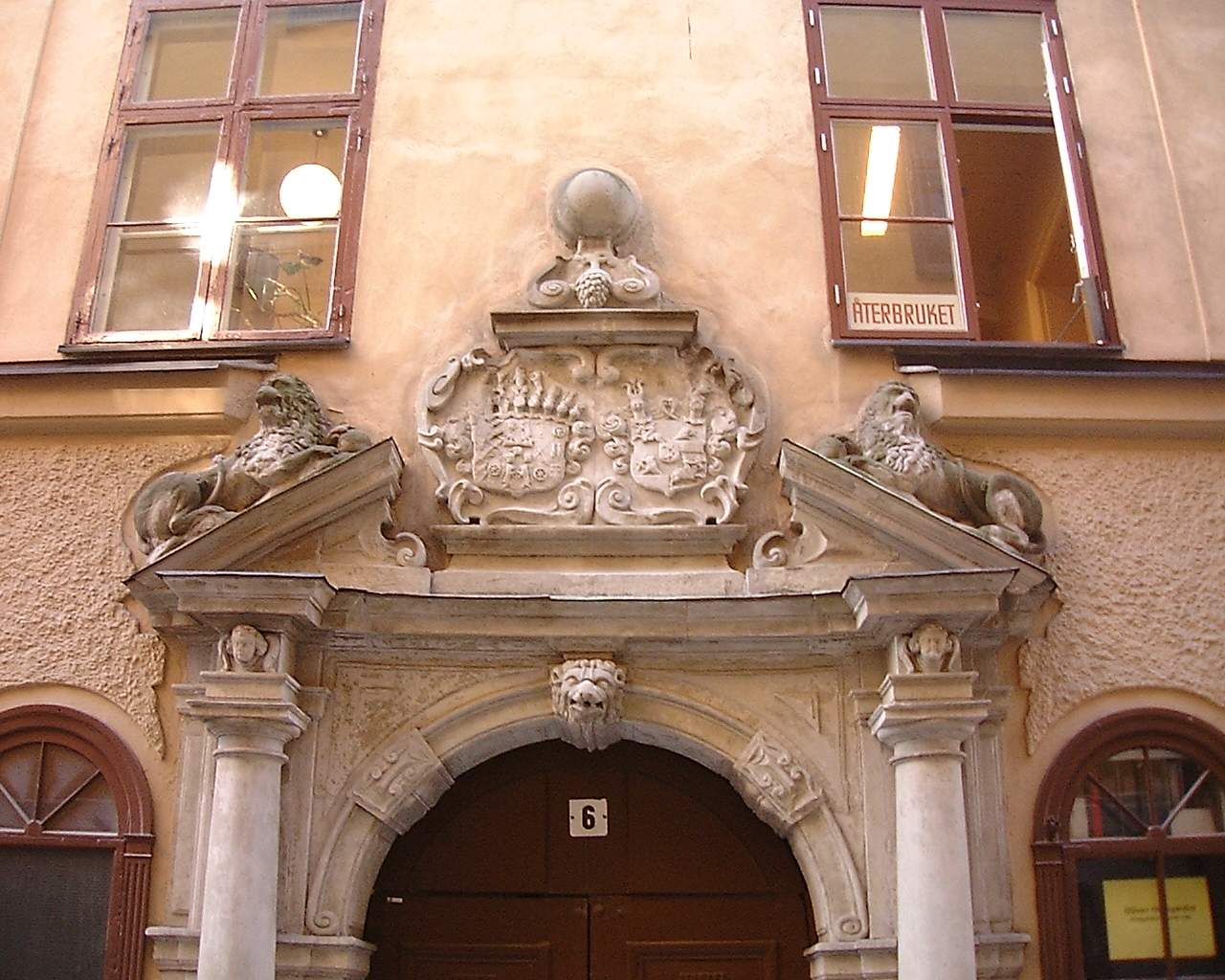
Den Lewenhauptska vapenskölden till vänster över porten till Mäster Olofsgården på Svartmangatan 6 i Gamla stan i Stockholm.